# Lewis Powell
Pour les articles homonymes, voir Powell.
Lewis Thornton Powell (22 avril 1844 – 7 juillet 1865), connu également comme Lewis Paine ou Payne, est un jeune soldat confédéré qui tenta d'assassiner le secrétaire d'État des États-Unis William H. Seward. Il est l'un des quatre inculpés qui furent pendus après le procès des conspirateurs de l'assassinat d'Abraham Lincoln.

## Premières années
Lewis Powell est né dans le comté de Randolph le 22 avril 1844 d'un prêtre Baptiste, George Cader, et de sa jeune épouse Patience Caroline Powell. Le plus jeune de leurs dix enfants, il passe les trois premières années de sa vie dans le comté de Randolph avant le déménagement de la famille pour le comté de Stewart, en Géorgie. Tous les enfants reçoivent l'éducation de leur père, professeur à l'école du village. On le décrit alors comme un enfant calme et introverti. Il aime étudier et lire. Amoureux des animaux, il en prend grand soin, ce qui lui vaut le surnom de « Doc ». Lorsqu'il a 13 ans, il est blessé au visage par l'âne de la famille qui lui casse la mâchoire. L'incident rendit sa mâchoire gauche plus volumineuse. Après plusieurs années dans le comté de Stewart, la famille s'installe dans le comté de Worth (toujours en Géorgie), puis à Live Oak, en Floride en 1859, alors que Lewis a 15 ans.

## Guerre de Sécession
Le 30 mai 1861, à l'âge de 17 ans, Lewis quitte la maison et s'enrôle dans la 1re compagnie du deuxième régiment d'infanterie de Floride à Jasper. 
En novembre 1862, il est hospitalisé pour « maladie » dans le General Hospital #11 de Richmond (Virginie). Il participe à plusieurs batailles, dont il sort indemne, avant d'être cependant blessé au poignet le deuxième jour de la bataille de Gettysburg, le 2 juillet 1863, où il est capturé et envoyé à l'hôpital du Gettysburg College. Powell y séjourne jusqu'à septembre avant d'être transféré au West Buildings Hospital de Baltimore (Maryland). C'est là qu'il entre en relation avec une infirmière volontaire nommée Margaret "Maggie" Branson. Ce serait avec son aide qu'il réussit à s'échapper la semaine de son arrivée, vers Alexandria, en Virginie.

## Tentative d'assassinat de William H. Seward
John Wilkes Booth a confié l'assassinat du secrétaire d'État William H. Seward à Lewis Powell. Mais la tentative échoue et Seward se remet de ses blessures

## Procès

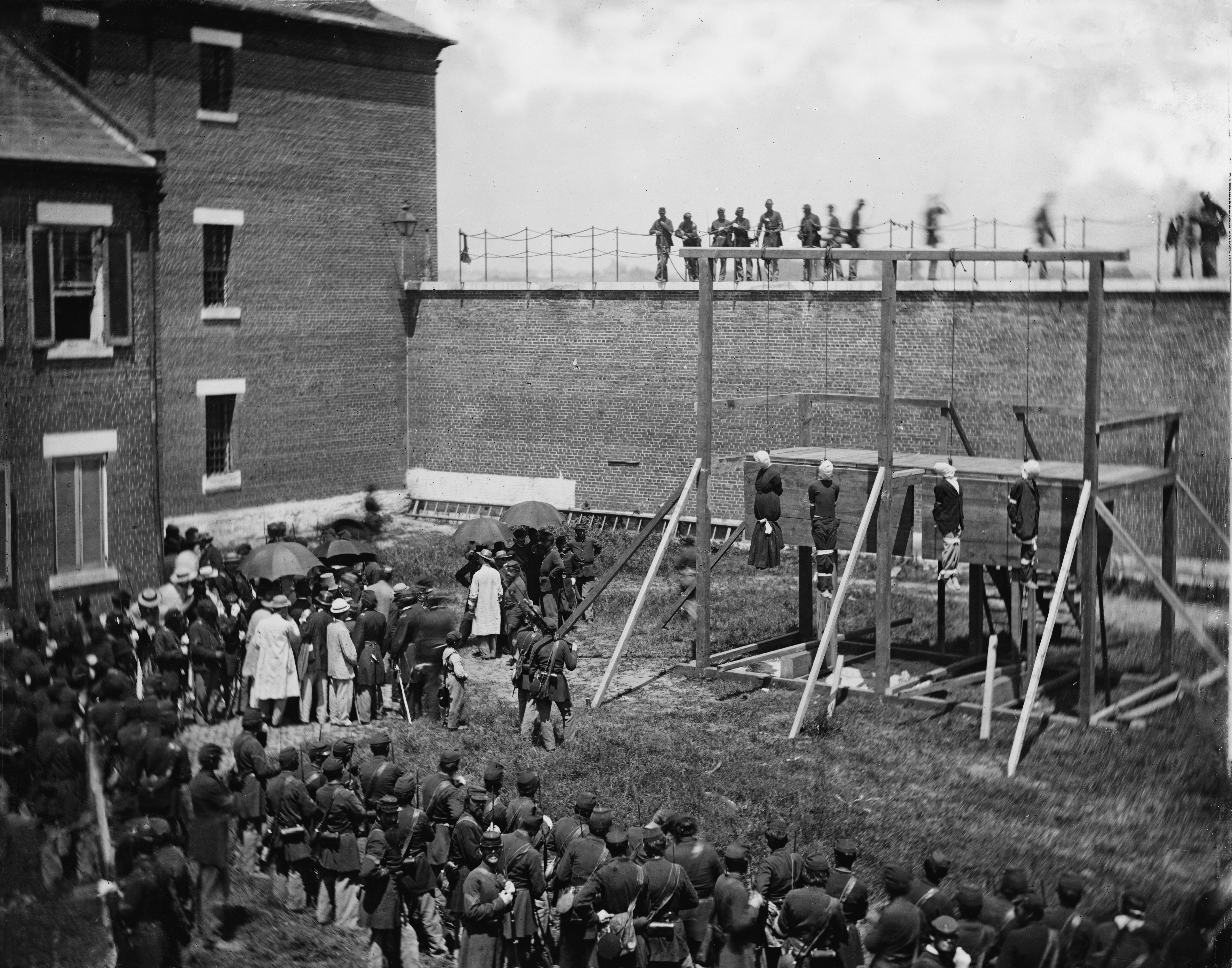
L'exécution de Mary Surratt, Lewis Powell, David Herold et George Atzerodt le 7 juillet 1865.

Powell fut jugé sous le nom de « Payne » par un tribunal militaire. Il était défendu par William E. Doster, diplômé de Yale et Harvard. Trente-deux témoins furent appelés à témoigner à son sujet, dont le fils de Seward, Augustus, et William Bell, qui travaillait à son service comme domestique, et qui fit entrer Powell la nuit de la tentative d'assassinat.